# Bitwa o Syrtę (2011)
Bitwa o Syrtę – zbrojne starcie stoczone podczas wojny domowej w Libii pomiędzy siłami rebelianckiej Narodowej Armii Wyzwoleńczej a broniącymi miasta lojalistami Muammara Kaddafiego.

## Przygotowania do uderzenia na miasto
Po zajęciu Trypolisu przez powstańców, postanowili oni zdobyć Syrtę, rodzinne miasto Kaddafiego, które było wciąż kontrolowane przez upadający rząd, a na jego terenie przegrupowywały się znaczne siły lojalistów. Próba otoczenia go z 3 stron nie powiodła się z powodu załamania się południowej ofensywy rebeliantów na pustyni, jednak siłom od strony wschodniej i zachodniej udało się dotrzeć do przedmieść.
23 sierpnia rebelianci pod wpływem sukcesów w stolicy ruszyli na zachód od miasta Marsa al-Burajka. Początkowo powstańcy przejęli miasto Al-Ukajla na wschodzie kraju i skierowali się w stronę Ras al-Unuf, które zajęli ok. półtorej godziny później. Następnie dotarli w pobliże miasta Bin Dżawwad.
Oddziały rebeliantów skoncentrowały się 25 sierpnia w rejonie tzw. Czerwonej Dolinie, ok. 120 km na wschód od Syrty. Rano tego dnia toczono ciężkie walki 100 km na wschód od Syrty w pobliżu Bin Dżawad. Obie strony użyły rakiet. Tymczasem od zachodu do Syrty zmierzali powstańcy nacierający z Misraty, którzy w tym dniu byli ok. 50 km od miasta. Lojaliści zdołali w mieście zmobilizować armię o liczbie 1500–2000 żołnierzy pod dowództwem pułkownika Mutasima Kaddafiego. Stworzyli linię obrony wyposażoną w dużą liczbę czołgów, dział i wyrzutni rakietowych. Po południu ofensywa powstańców na Syrtę od wschodu została zatrzymana pod Bin Dżawad. Wieczorem Syrta została zbombardowana przez Brytyjczyków z RAF.
Do ataku od zachodu na Syrtę nie doszło, gdyż Narodowa Armia Wyzwoleńcza negocjowała ze zwolennikami Kaddafiego ws. pokojowego przekazania im władzy w mieście. 28 sierpnia powstańcy zdobyli Bin Dżawad, położone w odległości 130 km od Syrty, w której nadal toczyły się negocjacje o przejęciu miasta z rąk popleczników Kaddafiego. Kolejnym miejscem walk stała się An-Naufalijja, która została zdobyta 28 sierpnia. 1 września Narodowa Armia Wyzwoleńcza otoczyła miejscowość Harawa pod Syrtą.
Władze powstańcze wydały pod adresem obrońców Syrty ultimatum, żądając ich kapitulacji w ciągu 24 godzin, gdyż ogłoszono, że negocjacje nie mogą trwać w nieskończoność. Ultimatum wobec rządu przedłużono jednak do 3 września, a następnie w wyniku załamania się negocjacji ze starszyzną plemienną do 10 września. Do tego dnia armia libijska podległa wciąż Kaddafiemu miała poddać kontrolowane miasta. NATO mimo ultimatum rebeliantów nadal kontynuowało bombardowanie z powietrza.
4 września Narodowa Armia Wyzwoleńcza weszła do wioski Umm El Ghindel pod Syrtą. Obrońcy wioski zgodzili się na złożenie broni. 6 września Narodowa Armia Wyzwoleńcza stoczyła 8 km od Syrty potyczkę z armią Kaddafiego. Zginął jeden żołnierz, a jeden rebeliant odniósł rany. W bombardowaniu NATO zniszczone zostały trzy pojazdy. 8 września rebelianci przejęli kontrolę nad Czerwoną Doliną pod Syrtą. Dzień później lojaliści podjęli nieudany kontratak na utraconą dzień wcześniej Czerwoną Dolinę.
11 września rozpoczęły się walki na przedmieściach Syrty. Szturm na miasto z trzech stron zainicjowano 15 września. Powstańcy znaleźli się pod silnym ostrzałem wojsk Kaddafiego. W walkach zginęło 12 rebeliantów, a 34 odniosło obrażenia.

## Bitwa

### Pierwsze ataki na miasto
Oddziały Narodowej Armii Wyzwoleńczej podjęły 15 września próbę wejścia do miasta z trzech stron, ale znalazły się pod silnym ostrzałem wojsk Kaddafiego. Powstańcy opanowali drogę wlotową do miasta, walki toczono także na plaży. W starciach zginęło 11 powstańców, 34 odniosło obrażenia. Tego samego dnia z Misraty wyruszył konwój z zaopatrzeniem w amunicję dla rebeliantów.
Następnego dnia rebelianci przejęli kontrolę nad lotniskiem w Syrcie, które leży 10 km na południe od centrum. Ciężkie walki toczono na ulicy 1 września. Lojaliści wspierali się ogniem armat polowych 130 mm. Po południu siły opozycyjne kontrolowały sporą część miasta, jednak do po chaotycznych walkach do wieczora wycofały się ze zdobytych pozycji, kontrolując jedynie lotnisko.
Zajęto wioskę Harawa, obleganą przez ponad dwa tygodnie. 17 września Narodowa Armia Wyzwoleńcza podjęła drugi szturm na Syrtę, jednak bez większych sukcesów. W mieście toczono ciężkie walki uliczne z użyciem artylerii. Zginęło co najmniej trzech bojowników, wielu odniosło rany. 18 września po całodniowych walkach, po zmierzchu powstańcy wycofali się z Syrty.

### Wznowienie walk i odparcie ofensywy rebeliantów
Ciężkie walki wznowiono 21 września. Przed południem NATO dokonało 6 nalotów na miasto. Od początku bitwy o Syrtę poległo 45 powstańców, a ponad 200 zostało rannych. Szpitale w mieście były przepełnione. 22 września ofensywa została przerwana, gdyż wojsku demokratycznemu zaczęło brakować amunicji. Dowódcy wydali polecenie wstrzymania ognia i oczekiwania na naloty NATO.
Późnym wieczorem 23 września oddziały rebeliantów zdołały wejść do Syrty od strony zachodniej.
24 września oddziały rebeliantów zajęły zachodnie dzielnice, następnie atakowały centrum, zajmując strategiczny Plac Zafran oraz siedzibę miejscowej telewizji. Oddziały powstańców zatrzymały się 1 km od centrum miasta. Zacięte walki toczono we wschodnich dzielnicach. W walkach tego dnia zginęło 9 rebeliantów, a 97 zostało rannych. 25 września w czasie walk oddziały rebeliantów przejściowo wycofały się ze zdobytych wcześniej pozycji na zachodzie miasta, oczyszczając pole dla lotnictwa NATO.

### Trzeci atak rebeliantów
26 września Narodowa Armia Wyzwoleńcza ponowiła ostrzał centrum miasta. Natarcie w którym zaangażowano czołgi wyprowadzono z zachodniej części miasta. Siły atakujące miasto podeszły na 2 km od centrum. Z kolei na wschodzie miasta, szturmujący odcięli lojalistom trasę 10 km od bram miasta, po czym wjechali do niego od strony wschodniej.
27 września oddziały rebeliantów przejęły kontrolę nad portem we wschodniej części miasta. Jeden z członków starszyzny z tego miasta skontaktował się z dowódcą oblegającej miasto armii w sprawie negocjacji o kapitulacji. Kolejnego dnia powstańcy zwiększali swój stan posiadania w Syrcie. Walki trwały na wschodzie i zachodzie miasta, przenosiły się także na południe. Odbito miejscowe lotnisko.

### Impas na froncie
29 września siły Kaddafiego dokonały ataku rakietowego na pas startowy lotniska, jednak nie zmieniło to pozycji wojska opozycyjnego. 30 września lojaliści kontynuowali ostrzał wschodnich i zachodnich pozycji. Coraz gorsza sytuacja panowała w szpitalach, gdzie zwożono rannych. Setki cywilów opuszczało ogarnięte walkami miasto. Ponadto wojsko demokratyczne narzekało na braki w amunicji. To wszystko spowodowało tymczasowe zawieszenie broni. Oficjalnie, miało to pomóc w opuszczeniu cywilom miasta przed ostatecznym atakiem.
30 września według NRT rzecznik rządu Kaddafiego Mussa Ibrahim został zatrzymany podczas próby ucieczki z oblężonej Syrty w kobiecym przebraniu. Od zakończenia walk w Trypolisie miejsce jego pobytu nie było znane, choć wysyłał on mediom wystąpienia wideo. Dwa dni później w rozmowie z syryjską telewizją Ibrahim zaprzeczył swojemu aresztowaniu i poinformował, że w czasie walk w Syrcie walczył z bronią w ręku.
1 października ponad 100 pojazdów wojskowych sił powstańczych wjechało do wioski Abu Hadi, leżącej na południe od Syrty. 2 października korzystając z czasowego zawieszenia broni z Syrty uciekły tysiące cywilów.

### Czwarty atak rebeliantów
3 października powstańcy uderzyli na miasto. Nowa ofensywę rozpoczęto atakiem rakietowym oraz ogniem z czołgów. W strefie walk działała ciężka artyleria. Armia rebeliancka przejęła pełną kontrolę nad wioską Kasr Abu Hadi. Było to symboliczne zwycięstwo powstańców, gdyż właśnie tam urodził się Muammar Kaddafi. W międzyczasie wojsko rebelianckie rozpoczęło kontrolować każde wyjeżdżające auto. Z miasta nadal uciekali cywile.
4 października nowe siły rządowe zaatakowały centrum konferencyjne Ougadougou w Syrcie, będącą bazą lojalistów, którzy skutecznie się bronili. Kontrolujące port, koszary i liczne przedmieścia oddziały Narodowej Rady Tymczasowej ogłosiły wstrzymanie do 6 października ofensywy na Syrtę, by uniknąć ofiar wśród ludności cywilnej. Mahmud Dżibril wycofał swoją dymisję z funkcji premiera tymczasowego rządu do czasu zdobycia Syrty.
Walki wznowiono już 5 października. Dowództwo wojsk oblegających Syrtę zapowiedziało zdobycia miasta w ciągu dwóch dni, informując, że połowa jego terytorium została już opanowana. Jednocześnie wycofano się z planowanego wcześniej zawieszenia broni, które miało trwać do 6 października. Powstańcy ponownie zaatakowali centrum miasta. Dowództwo stwierdziło iż oddziały NRT, kontrolują połowę miasta. W czasie walk wielu żołnierzy Kaddafiego zdezerterowało. Po raz pierwszy podczas tej wojny zdarzyło się, że walczący po stronie obalonego rządu zamachowiec-samobójca wysadził się w powietrze. Kilka osób zginęło i zostało rannych. Wielu rebeliantów grabiło i paliło wioskę Asr Abu Kadi. Miał być to odwet za wielomiesięczne oblężenie Misraty. Dowództwo Rady Powstańczej zaapelowało o spokój i powstrzymanie się od zbędnej przemocy. Żądania te były ignorowane.
Będące w natarciu oddziały rebeliantów zostały zaatakowane 6 października przez snajperów, odgrywających istotną rolę podczas bitwy. Jedynym sukcesem powstańców tego dnia stało się zajęcie luksusowego hotelu, który był zlokalizowany w północno-wschodnim sektorze miasta. Wszystkie inne zajęte pozycje, zostały niemal natychmiast odbite przez snajperów. W związku z tym powstańcy próbowali odciąć dzielnicę Giza, z której przenikali snajperzy. 1,5 km od zajętego centrum konferencyjnego Ougadougou, lojaliści ostrzelali z moździerzy oddziały rebeliantów. Podobna sytuacja miała miejsce we wschodnich dzielnicach. Lojaliści użyli tam broni przeciwlotniczej. Wieczorem lojaliści przeprowadzili natarcie na Ougadougou, które mimo iż było bronione przez trzy czołgi, poddało się.
7 października powstańcy ponowili atak z trzech stron. Operacje nazwano mianem ostatecznego szturmu. Walki rozgorzały wokół Ougadougou, dzielnicy uniwersyteckiej oraz dzielnicy której strzegli snajperzy. W skoordynowanym natarciu poległo 15 żołnierzy NRT, w tym pułkownik Amin El Turki. Rannych zostało aż 193 wojskowych, w tym Ali Saeh, starszy dowódca Brygady Wolnej Libii. Większość powstańców straciła życie podczas próby sforsowania dzielnicy mieszkalnej, w której aktywnie walczyli snajperzy. Oddziały powstańców były już 1–2 km od centrum miasta, bronionego przez brygadę lojalistów. Niezależne źródła poinformowały, że większość miasta jest pod kontrolą demokratycznego wojska. Sami żołnierze twierdzili, że kontrolowali 2/3 obszaru miasta.
8 października armia demokratyczna wprowadziła od południa ponad 100 pojazdów wojskowych. We wschodniej części miasta szczególnie krwawe miasta toczono w dzielnicy Giza. Na zachodzie stoczono potyczkę o Plac Zielony. Powstańcy przejęli kontrolę nad kompleksem mieszkalnym Sabamaiyah oraz odcięli drogę prowadzącą z zachodu do centrum miasta. Z kolei pod osłoną nocy i burzy piaskowej, lojaliści odzyskali kontrolę nad północno-wschodnimi sektorami miasta. Ciężkie walki toczono również w dzielnicy uniwersyteckiej i pod pałacem Kaddafiego. Tego dnia poległo 17 powstańców, 227 odniosło obrażenia. Taki bilans ofiar świadczy o bardzo dużej intensywności walk.
W nocy z 8 na 9 października, oddziały rebeliantów zdołały zająć uniwersytet. W czasie walk tej nocy zginęło 10 powstańców, a ponad 100 zostało rannych. Ponadto siły rządu tymczasowego zajęły 9 października główny szpital Ibn Sina i centrum konferencyjne Ougadougou. Po zdobyciu szpitala przeprowadzono ewakuację chorych i rannych. Wstrzymano atak na główny plac, by dać cywilom czas na ucieczkę. Pod kontrolą powstańców znalazła się dzielnica Giza, broniona wcześniej przez snajperów. W zachodnich dzielnicach lojaliści ostrzelali kolumnę wojsk powstańczych, zabijając kilkudziesięciu wojskowych. Wieczorem, lojaliści kontrolowali centrum miasta oraz niektóre dzielnice zachodnie. W nocy rozpoczął się silny kontratak w dzielnicach wschodnich. W wyniku tego, siły Kaddafiego zmusiły przeciwnika do wycofania się z pozycji spod szpitala Ibn Sina. Zginęło kolejnych 17 powstańców, 87 rannych zostało rannych. W międzyczasie wojsko demokratyczne podjęło próbę ataku na byłą siedzibę służb bezpieczeństwa Kadafiego w centrum miasta.
10 października walki trwały wokół szpitala, centrum konferencyjnego oraz w dzielnicy mieszkalnej. Siły powstańcze zdołały zająć siedzibę miejscowej telewizji oraz radia, jednak siły Kaddafiego wkrótce je odbiły, a następnie odpierały kontrataki przeciwników. Kolejnego dnia oddziały rebeliantów zdobyły główny posterunek policji w Syrcie. Następnie walki rozgorzały w południowo-zachodniej części miasta. Ponadto, w południowej, zachodniej i wschodniej części miasta, front związał się kilkaset metrów od centrum miasta.

### Okrążenie lojalistów w centrum miasta
12 października po długotrwałych walkach siły Kaddafiego kontrolowały w Syrcie jedynie dwa obszary w centrum miasta oraz miejscową telewizję (łącznie ok. 20% powierzchni miasta), a większość miasta była w rękach opozycji. Wojsko powstańcze w wyniku swojej ofensywy zawęziło tereny kontrolowane przez lojalistów do ścisłego centrum miasta. Przedstawiciele Narodowej Rady Tymczasowej z Syrty poinformowali o aresztowaniu Mutasima al-Kaddafiego, jednego z synów przywódcy, w czasie jego próby ucieczki z oblężonego miasta. Informacji nie byli w stanie potwierdzić przedstawiciele centralnych władz NRT z Bengazi. Na wieść o złapaniu Mutasima w kilku miastach libijskich miały miejsce wybuchy przejawów radości i świętowania na ulicach.
13 października w wyniku ciężkich walk o centrum Syrty siły opozycyjne zmuszone były cofnąć się o dwa kilometry w kierunku kwatery głównej policji, ponieważ zostały intensywnie ostrzelane. W wyniku intensywnych walk trwających niemal miesiąc, miasto było w dużym stopniu zrujnowane. Po zapadnięciu zmroku, armia rebeliantów ponowiła dwutorowy atak na utracone pozycje. Około północy lojaliści zostali otoczeni w jednym punkcie oporu. Szacowało się, że wówczas znajdowało się tam od 500 do 2000 żołnierzy lojalnych Kaddafiemu. Był to symbolicznie ostatni punkt, który można było uznać za zarzewie dawnej władzy Kaddafiego.
14 października oddziały Narodowej Rady Tymczasowej zdołały odzyskać w śródmieściu Syrty pozycje utracone poprzedniego dnia po ataku sił Kaddafiego. Najcięższe walki odnotowano w dzielnicy Al-Dollar. Powstańcy użyli rakiet Grad. Silnym ogniem odpowiedzieli lojaliści. Oddziały zdobywające miasto zatrzymały się ponownie na wysokości głównego posterunku policyjnego.
15 października obszar kontrolowany przez siły kaddafistowskie skurczył się do ok. 1,2 km² w dwóch enklawach. Armia rebeliantów wyprowadzała ataki z frontu, który uformował się przy posterunku policyjnym. Zrezygnowali z bezpośredniego ataku na dzielnice mieszkalne, obawiając się wysokich strat. W zamian zdecydowali się bombardować rakietami Grad i artylerią centrum miasta podczas szturmu. Żołnierze NRT znaleźli 11 niezidentyfikowanych ciał, ofiary egzekucji broniących się kaddafisów.
16 października wojsko NRT nadal ostrzeliwało broniących się w centrum lojalistów. Reporterzy wojenni będący świadkami wydarzeń, poinformowali, iż nowe siły dopuszczały się grabieży i wywozili ciężarówkami wartościowe rzeczy.

### Ostateczne starcie i śmierć Muammara al-Kaddafiego
17 oraz 18 października trwał intensywny ostrzał oddziałów Maummara Kaddafiego, który przebywał w mieście. 18 października podczas wyprowadzenia ostatecznego szturmu, lojaliści kontrolowali dzielnicę Al-Dollar oraz Dystrykt 2. Kiedy powierzchnia kontrolowana przez lojalistów stale się zmniejszała, kaddafiści podjęli rozpaczliwy kontratak. Ostrzeliwali pociskami 22 mm napierających powstańców, jednak nie powstrzymało to impetu szturmu armii rebelianckiej. W czasie ciężkich walk poległ dowódca powstańców Mustafa Bendardaf.
19 października powstańcy wyparli lojalistów z dzielnicy Al-Dollar. Walki toczyły się o Dystrykt 2, gdzie jak później się okazało przebywał Muammar Kaddafi wraz ze swoim wojskiem. Powierzchnia kontrolowana przez nich nie przekraczała 1 km². Ponadto odcięto im dostęp do morza. Już po zakończeniu bitwy w Syrcie znaleziono ciała 53 osób, które zostały zamordowane prawdopodobnie do 19 października. Ofiary to prawdopodobnie lojaliści, gdyż ciała znajdowały się na terenach kontrolowanych wówczas przez powstańców. Zastrzeleni jeńcy mieli zawiązane ręce z tyłu.
20 października ok. 8:30 Muammar Kaddafi został zabity. Początkowo zraniono go w nogi i głowę podczas próby ucieczki przed atakiem lotniczym NATO na konwój 15 ciężarówek, którymi poruszał się Kaddafi, jego syn Mutasim, minister obrony Abu Bakr Junis Dżab oraz ok. 250 innych osób. W samym ataku lotniczym zginęło 50 osób. Sam Kaddafi wraz z czterema współpracownikami i kilkoma ochroniarzami zdołał się ukryć się w betonowym przepuście pod autostradą. Tam zostali znalezieni przez rebeliantów. Ochroniarze zaczęli obrzucać granatami powstańców. Jeden z granatów odbił się od ściany i eksplodował przy oficjelach. Zginął minister obrony, a odłamki zraniły Kadafiego w głowę. Po tym Kaddafi został pochwycony przez rebeliantów i następnie wciągnięty na platformę ciężarówki. Zakrwawiony był brutalnie bity i targany przez tłum, został też dźgnięty bagnetem. Po kilkominutowej szarpaninie zastrzelono go. Jako możliwych zabójców, którzy oddali strzał w głowę Kaddafiego wskazano bojowników Mohammeda Al-Bibiego lub Ahmeda Al-Szebaniego.
Niepotwierdzoną wersję podawał brytyjski "Daily Telegraph" jakoby kluczową rolę w pochwyceniu Kaddafiego, mógł odegrać syryjski prezydent Baszszar al-Asad, który miał podać francuskim agentom numer telefonu satelitarnego Muammara Kadafiego. Tym samym NATO-wskie samoloty mogły zbombardować konwój przywódcy, co doprowadziło do pochwycenia go przez rebeliantów. Syryjski prezydent miałby to uczynić, gdyż wówczas w Syrii także już toczyła się wojna domowa, a po zbrojnych pacyfikacjach tamtejszej rebelii, Assad był wzywany przez zachód do ustąpienia i obawiał się podobnej interwencji NATO. Pomoc w zlokalizowaniu Kaddafiego jakiby przez pewien czas zniwelowała naciski na syryjskiego przywódcę.
Wraz z Kaddafim 20 października 2011 zginął wspomniany minister obrony, Abu Bakr Junus Dżabr oraz syn przywódcy Mutasim al-Kaddafi. Mutasim został ranny w Syrcie i zabrany do Misraty, gdzie go zabito. Ciała Kaddafiego i pozostałych prominentów przewieziono do Misraty, gdzie wystawiono je na widok publiczny. Ponadto pojmano 66 osób towarzyszących Kaddafiemu w konwoju. Przewieziono ich do hotelu Mahari w Syrcie, gdzie następnie dokonano masowej egzekucji.
Po południu informację o śmierci Kaddafiego potwierdził premier rządu tymczasowego Mahmud Dżibril. Saif al-Islam uciekł z Syrty w konwoju, został za nim wysłany pościg. Powstańcy po trwających tego dnia półtorej godziny walkach, zlikwidowali w mieście ostatni przyczółek lojalistów.